# Aisy-sous-Thil
Aisy-sous-Thil ist eine französische Gemeinde mit 203 Einwohnern (Stand: 1. Januar 2022) im Département Côte-d’Or in der Region Bourgogne-Franche-Comté. Die Gemeinde gehört zum Arrondissement Montbard und zum Kanton Semur-en-Auxois.

## Geographie
Aisy-sous-Thil liegt am Nordostrand des Morvan. Der Fluss Serein begrenzt die Gemeinde im Osten. Umgeben wird Aisy-sous-Thil von den Nachbargemeinden Montigny-Saint-Barthélemy und Bierre-lès-Semur im Norden, Précy-sous-Thil im Osten, Vic-sous-Thil im Südosten und Süden, Juillenay im Süden, Lacour-d’Arcenay im Südwesten sowie Dompierre-en-Morvan im Westen.

## Bevölkerungsentwicklung
| Jahr                       | 1962 | 1968 | 1975 | 1982 | 1990 | 1999 | 2006 | 2013 | 2019 |
| Einwohner                  | 250  | 277  | 336  | 236  | 229  | 220  | 213  | 238  | 226  |
| Quellen: Cassini und INSEE |      |      |      |      |      |      |      |      |      |

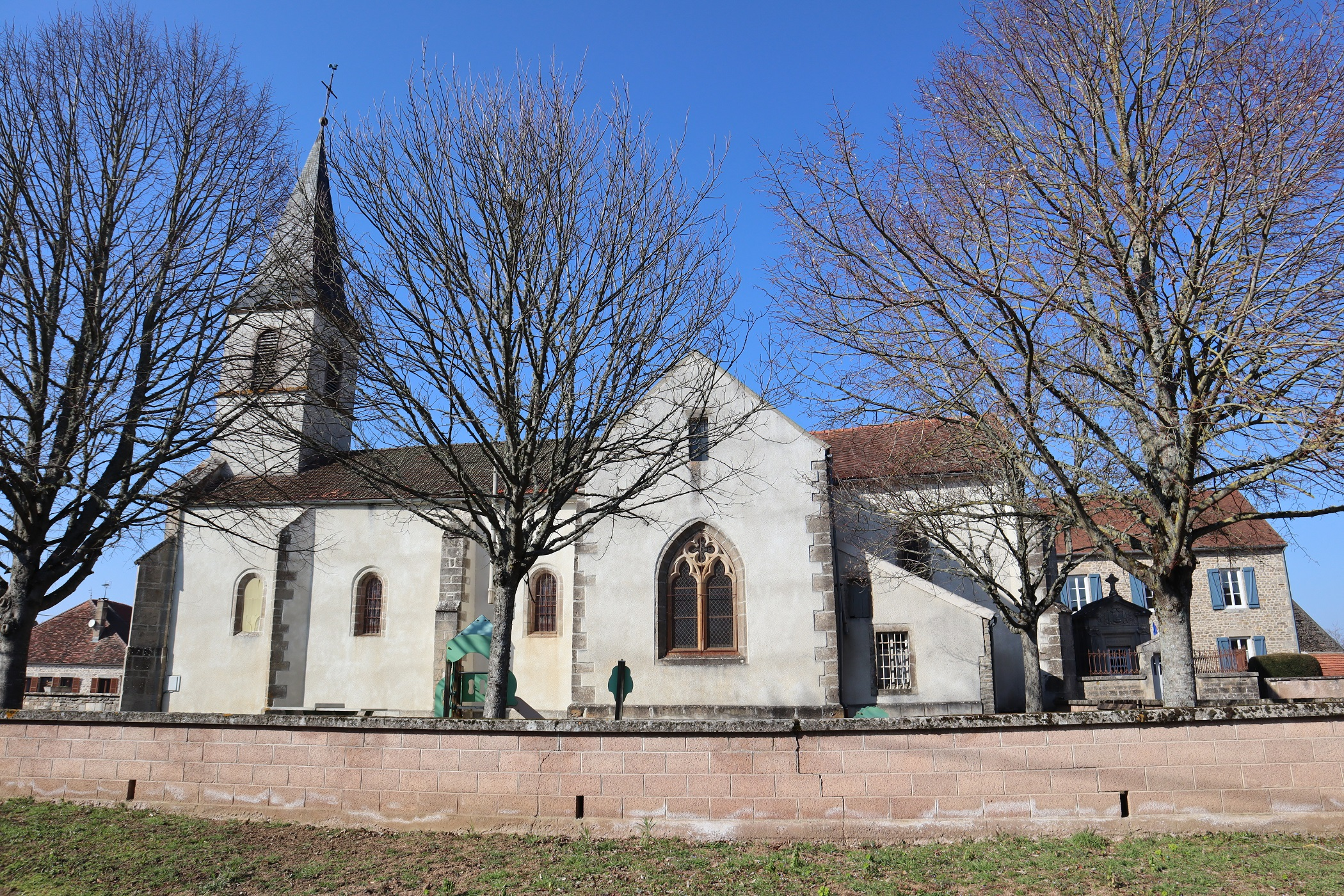
Kirche Saint-Germain
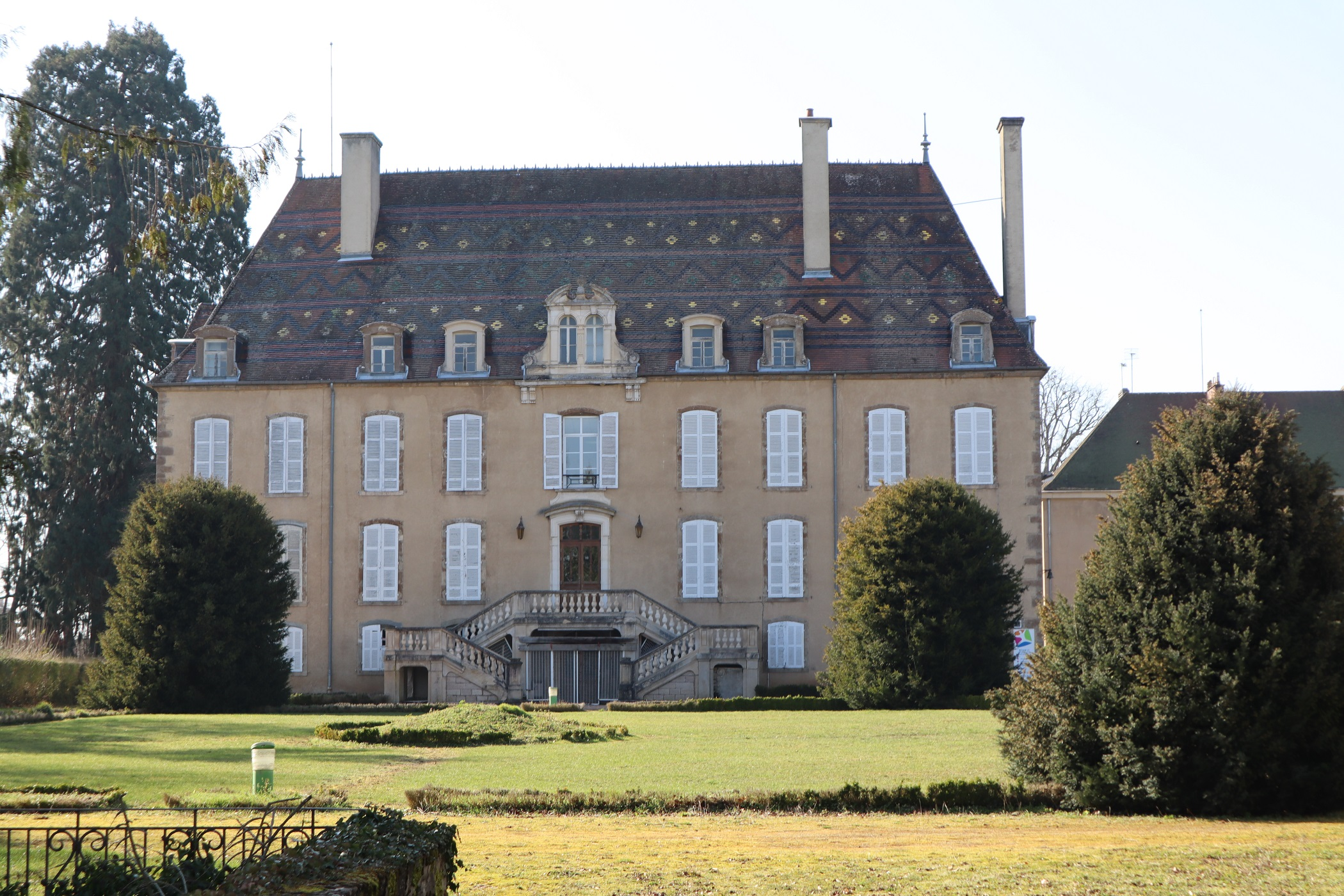
Schloss Aisy-sous-Thil